# Siergiejewo (rejon kiczmiengsko-gorodiecki)
Siergiejewo (ros. Сергеево) – wieś w Rosji, w rejonie kiczmiengsko-gorodieckim obwodu wołogodzkiego. W 2010 r. liczyła 30 mieszkańców.